# Furcula petri
Furcula petri är en fjärilsart som beskrevs av Alphéraky 1882. Furcula petri ingår i släktet Furcula och familjen tandspinnare. Inga underarter finns listade i Catalogue of Life.